# Gornac
Gornac é uma comuna francesa na região administrativa da Nova Aquitânia, no departamento da Gironda. Estende-se por uma área de 8,33 km². Em 2010 a comuna tinha 442 habitantes (densidade: 53,1 hab./km²).